# حمله ۲۰۱۰ سنتاروی
حمله ۲۰۱۰ سنتاروی (انگلیسی: 2010 Tsentoroy attack) یک عملیات شورشی بود.

## عملیات شورشی
این عملیات در صبح ۲۹ اوت ۲۰۱۰ توسط شورشیان چچن، در سنتاروی، دهکده خانگی و پناه‌گاه احمد قدیروف رئیس‌جمهور چچن که هوادار مسکو بود انجام شد. این حمله یکی از بزرگ‌ترین حملات انجام‌شده در این جمهوری طی مدت بیش از یک سال را به نمایش گذاشت، این عملیات «درهم شکستن» تصویر حکومت قدیروف در چچن را در نظر همگان روشن ساخت، زیرا برای اولین بار در عرض شش سال بود که روستای ظاهراً غیرقابل تسخیر تحت حمله قرار گرفته بود.